# Ga văn phòng Yangcheon-gu
Ga Văn phòng Yangcheon-gu (Tiếng Hàn: 양천구청역, Hanja: 陽川區廳驛) là ga tàu điện ngầm trên Tuyến nhánh Sinjeong của Tàu điện ngầm Seoul tuyến 2 nằm ở Sinjeong 7-dong, Yangcheon-gu, Seoul. Depot Sinjeong của Tổng công ty Vận tải Seoul nằm gần nhà ga.

## Lịch sử
- 22 tháng 5 năm 1992: Việc kinh doanh bắt đầu như một ga cuối với việc khai trương Tuyến nhánh Sinjeong.
- 29 tháng 2 năm 1996: Nó trở thành ga trung gian với việc mở rộng tới Ga Sinjeongnegeori.

## Bố trí ga
| Dorimcheon ↑      |
| \| E/B            |
| ↓ Sinjeongnegeori |

| Hướng Đông | ●Tuyến nhánh Sinjeong | ← Hướng đi Dorimcheon · Sindorim         |
| Hướng Tây  | ●Tuyến nhánh Sinjeong | → Hướng đi Sinjeongnegeori · Kkachisan → |

## Xung quanh nhà ga
- Trung tâm phúc lợi hành chính Sinjeong 6-dong
- Văn phòng Yangcheon-gu
- Sở cảnh sát Seoul Yangcheon
- Văn phòng thuế Yangcheon
- Hội đồng Yangcheon-gu
- Trung tâm Y tế Công cộng Yangcheon-gu
- Văn phòng xuất nhập cảnh Seoul
- Trường tiểu học Seoul Galsan
- Văn phòng kinh doanh xe Sinjeong
- Khu phức hợp Mokdong 13
- Khu phức hợp Mokdong 14
- Trung tâm phúc lợi hành chính Sinjeong 7-dong
- Trường tiểu học Seoul Gyenam
- Trường trung học nữ sinh Bongyeong
- Trường trung học cơ sở Mokil
- Trường trung học Mokdong
- Trường trung học Shinmok
- Yangcheon APT
- Khu phức hợp Mokdong 9
- Khu phức hợp Mokdong 10
- Khu phức hợp Mokdong 11
- Khu phức hợp Mokdong 12

## Hình ảnh

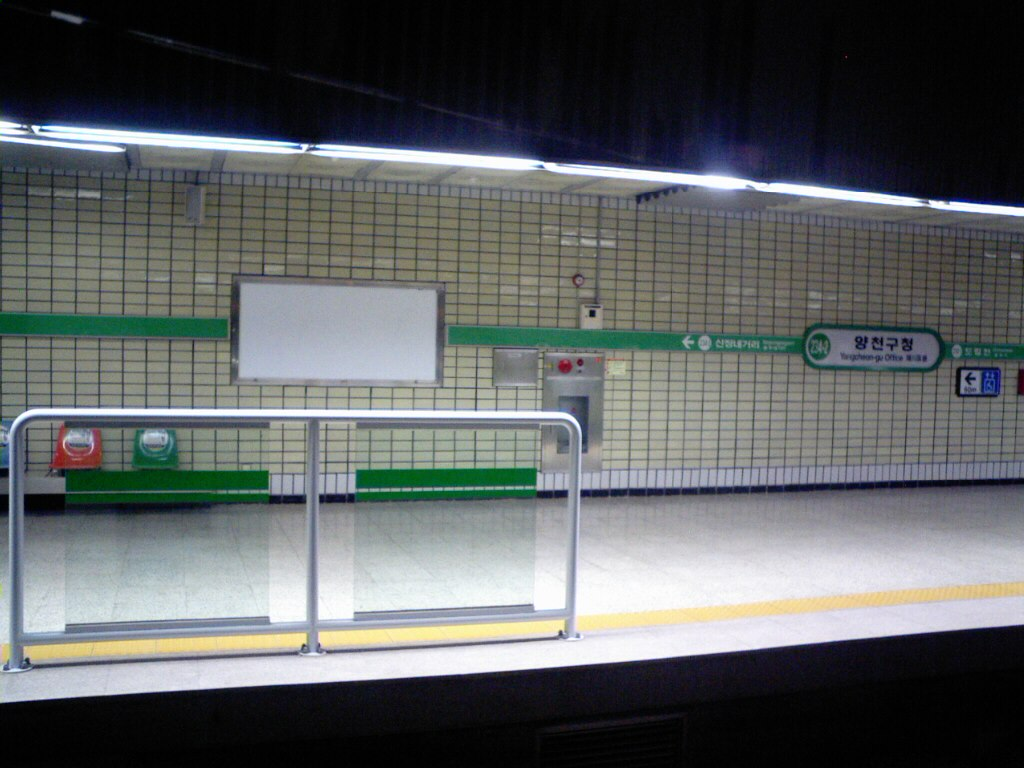
Nền tảng (trước khi lắp đặt cửa chắn)
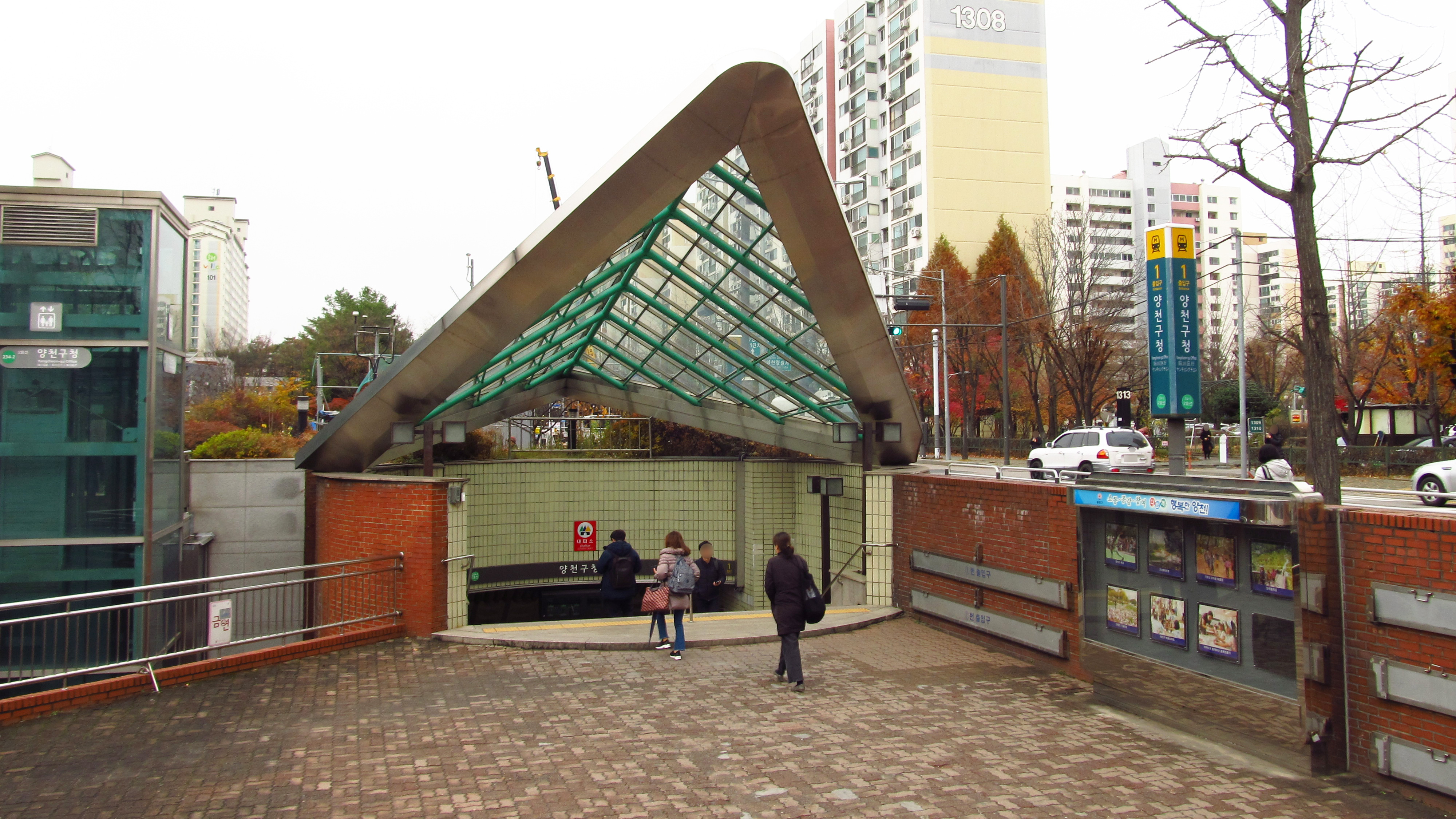
Quang cảnh lối ra số 1 của Ga văn phòng Yangcheon-gu
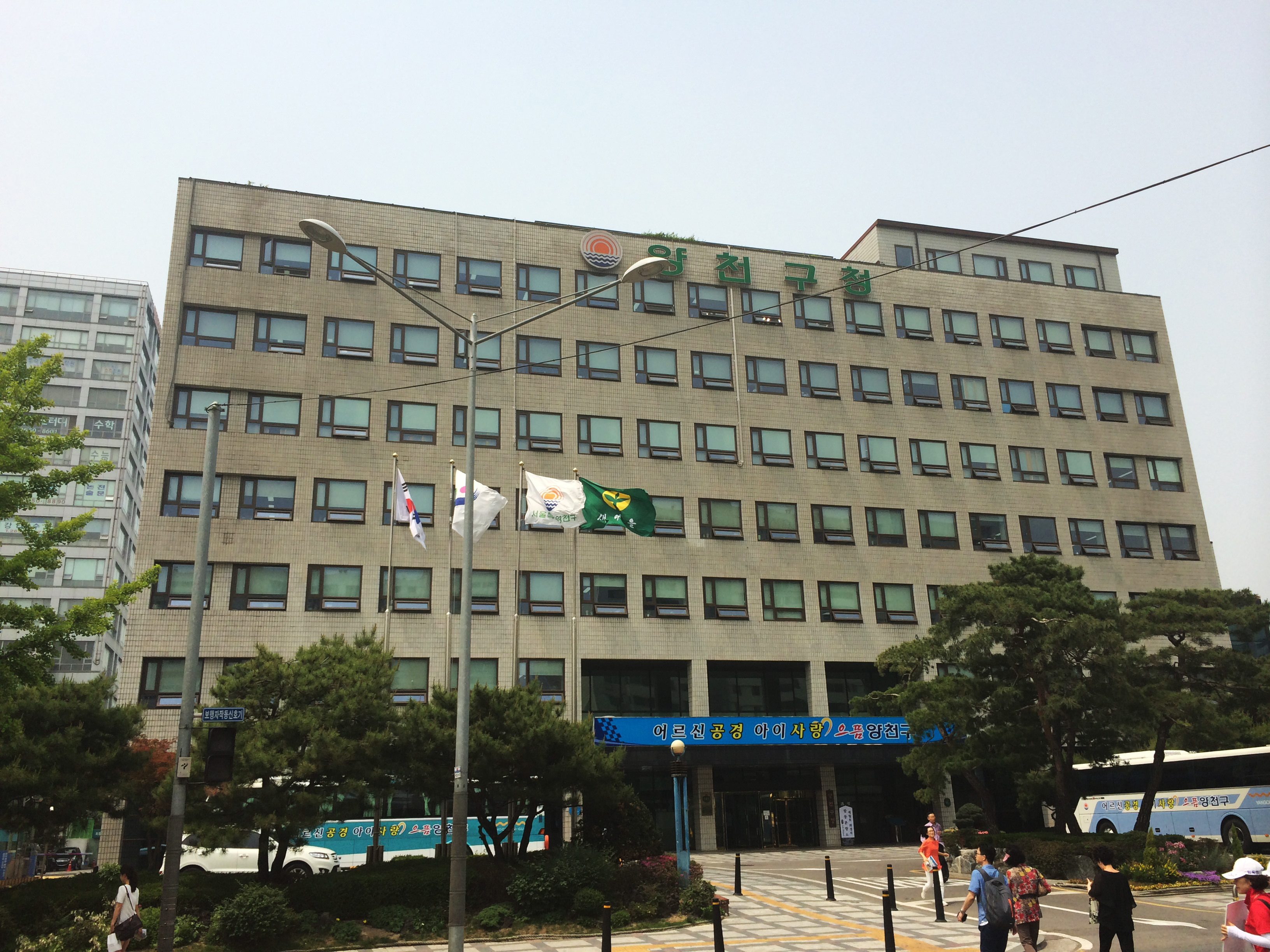
Toàn cảnh Văn phòng Yangcheon-gu nằm gần Ga Văn phòng Yangcheon-gu